# 琵琶 (中國)
琵琶，（又稱批把）是有2000多年歷史的中国传统彈撥樂器，從東漢開始就已經出現，並且經由中國而廣泛傳播至朝鮮半島、日本、琉球、越南等地區。

## 名稱
琵琶一般分曲颈和直颈两种，目前主流的琵琶是指曲頸琵琶，两者皆适用於马背、竹蓆和木椅上使用。
其名稱來源一說為“推手為琵，引手為琶”，另一說為樂器形似“枇杷果”。
曲颈琵琶的琴身成椭圆狀的梨形，唐宋明清各個朝代的曲頸琵琶形狀均不相同，琵琶雖然外形可長可短、可肥可瘦，但在唐朝之後其內部結構就已經和今日的琵琶大同小異。
曲頸琵琶是經由絲綢之路从中亞的遊牧民族那裡传进中國的，其來源有二，一說是來源於波斯（現伊朗）的軍樂，一說是來源於印度的佛教樂器，兩者均有其證據。雖然在唐朝之後中國各地就有大量的實物琵琶出土，但唐朝之前的琵琶則不盡然，“琵琶”這一詞彙在東漢、魏晉和隋朝的各種詩歌、樂譜之中均能找到，不過因為缺乏出土實物證明，所以無法判定唐朝之前的“琵琶”是否就等於今日之“曲頸琵琶”。
直颈琵琶的琴身成圆形，上接一條長直的琴頸，又称秦汉子或秦琵琶，來源于秦朝所在地的甘肅省，至於它是中國本土發明的還是從中亞遊牧國家傳入的，學術界尚未有定論，目前以中國本土的理論佔優勢。

## 歷史

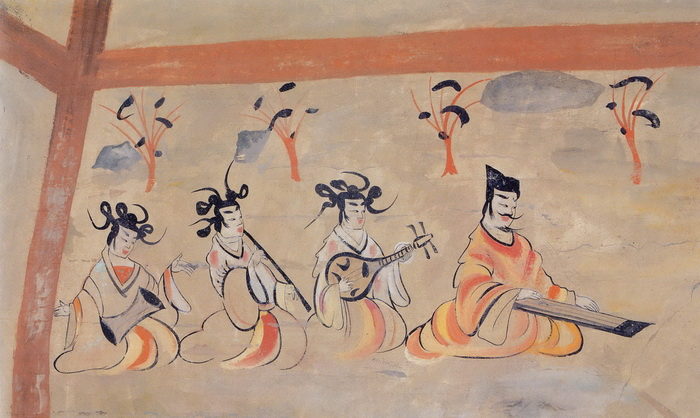
後涼-北涼《燕居行樂圖》

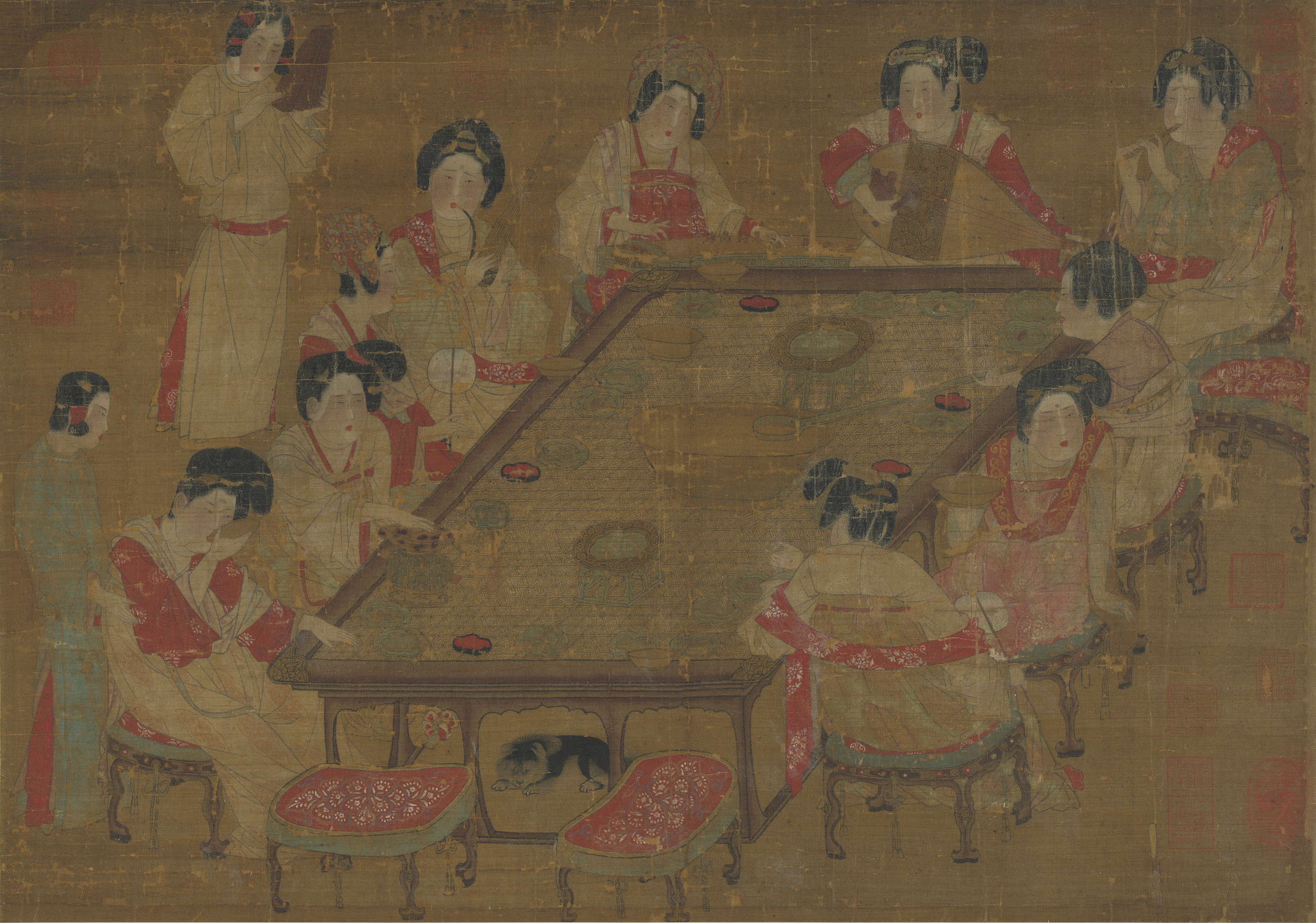
唐人《宮樂圖》

琵琶又称“批把”，最早见于史载的是汉代刘熙《释名·释乐器》：“批把本出于胡中，马上所鼓也。推手前曰批，引手却曰把，象其鼓时，因以为名也。”意即批把是骑在马上弹奏的乐器，向前弹出称做批，向后挑进称做把；根据它演奏的特点而命名为“批把”。在古代，敲、击、弹、奏都称为鼓。当时的游牧人骑在马上好弹琵琶，因此为“马上所鼓也”。
南北朝時竹林七賢中的阮咸善於演奏琵琶，所以後世称這種樂器為阮咸，或是秦漢琵琶。秦漢琵琶琴身呈圓盤狀而直項。
曲項琵琶在魏晉南北朝時代從龟兹傳到北周，其琴柄向後折曲，琴身作半梨形，為現代琵琶的前身。當時琵琶是橫抱用撥子彈奏，馬背上彈奏，或用於伴奏或合奏。當時西域音樂蔚為潮流，並用於交誼場合。
唐朝時期，西域琵琶樂為詩人推崇，白居易有《琵琶行》诗，元稹有《琵琶歌》；西域音樂受國家重視與鼓勵，宮廷設梨園教坊負責。西域琵琶樂師中著名的有曹剛、裴神符、裴興奴等。
唐太宗時，裴神符廢撥用手爪，但不成主流；當時有僧侶帶琵琶到日本，日本保留唐制至今，稱日本琵琶，日本仍保存有唐時琵琶實物，如正倉院的螺鈿紫檀五絃琵琶。

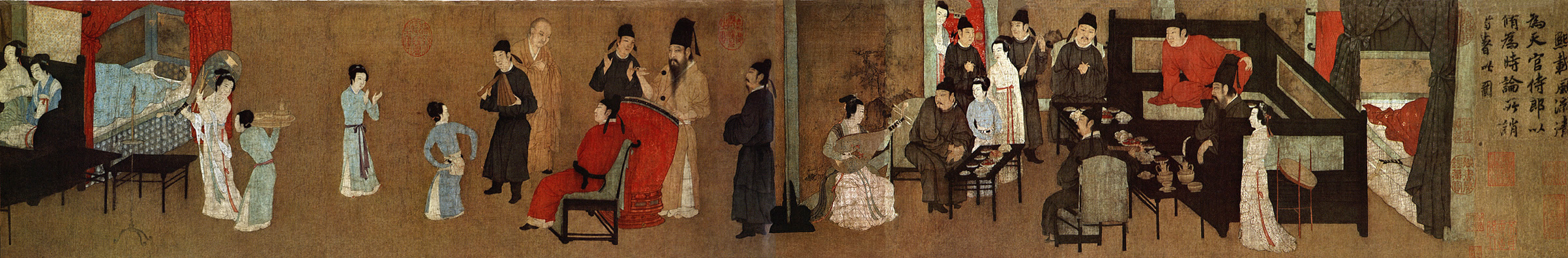
《韓熙載夜宴圖》

宋朝以後，「夷夏之防」趨於嚴密，西域樂師及樂器不用於宮廷，琵琶技藝遂流入民間。至於在宋、元、明三代時，關於琵琶音樂發展的記載十分有限，樂譜方面更未有所發現。
明朝，琵琶形制發展成4相8品，彈奏方式採直抱指彈。
1819年，華秋蘋等人合編的《琵琶譜》於江蘇無錫出版，是目前所發現最早印行的琵琶樂譜。此後琵琶樂譜相繼出版，重要的出版物有1895年李芳園所編的《南北派琵琶十三套大曲新譜》、1916年沈肇州所編的《瀛洲古調》、1936年徐卓所編的《瀛洲古調》、1926年沈浩初所編的《養正軒琵琶譜》、1934年何柳堂所編的《琵琶樂譜》。這些樂譜的編印者都是文人出身，亦有流傳於民間藝人之間的手抄本。

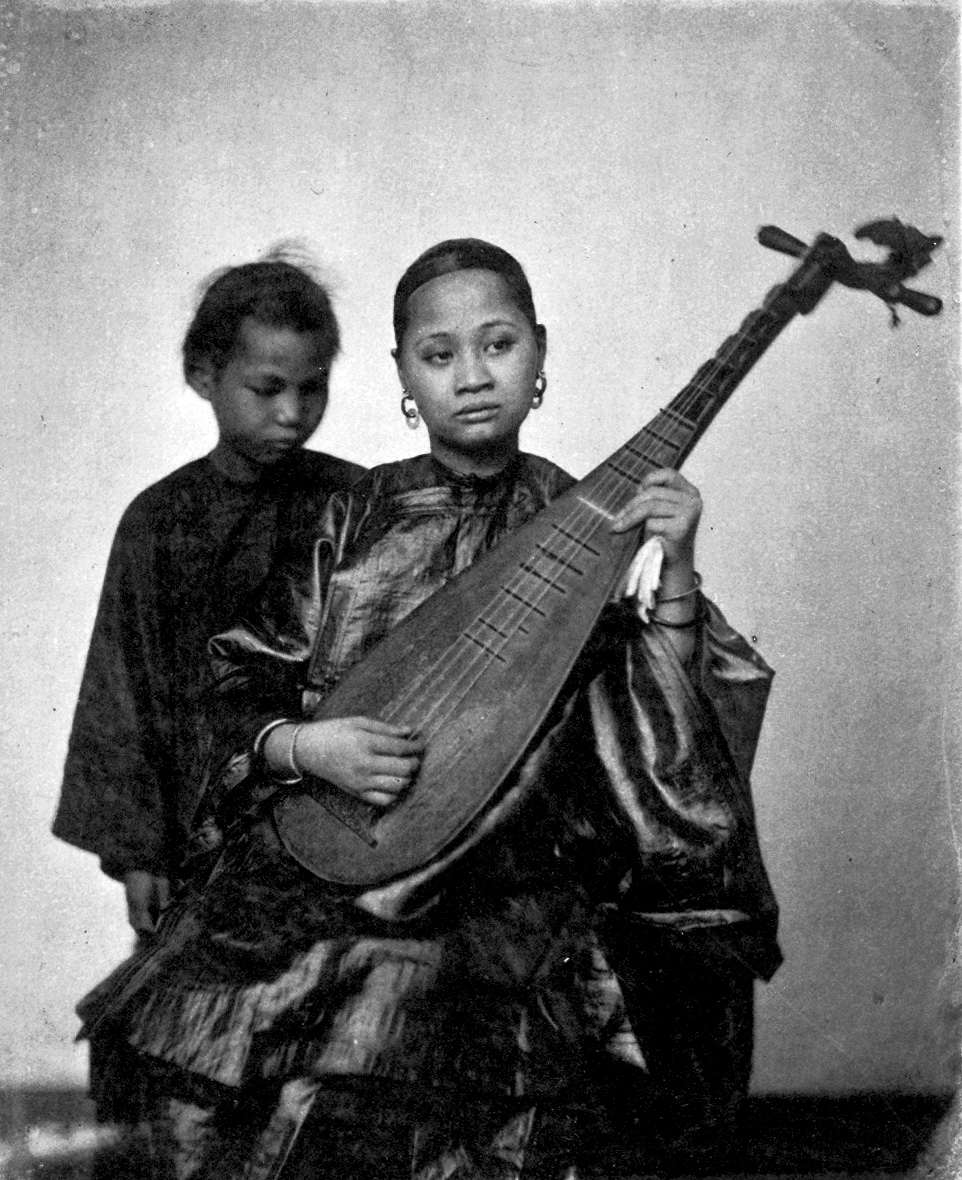
1870年代的演奏者。

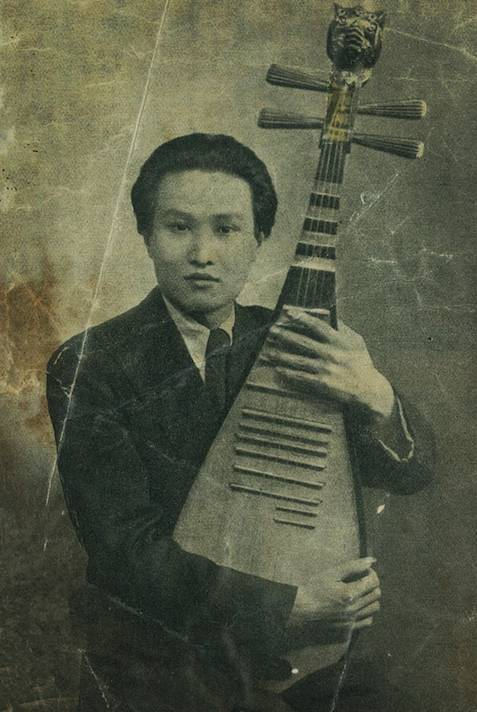
衛仲樂手抱四相十三品琵琶

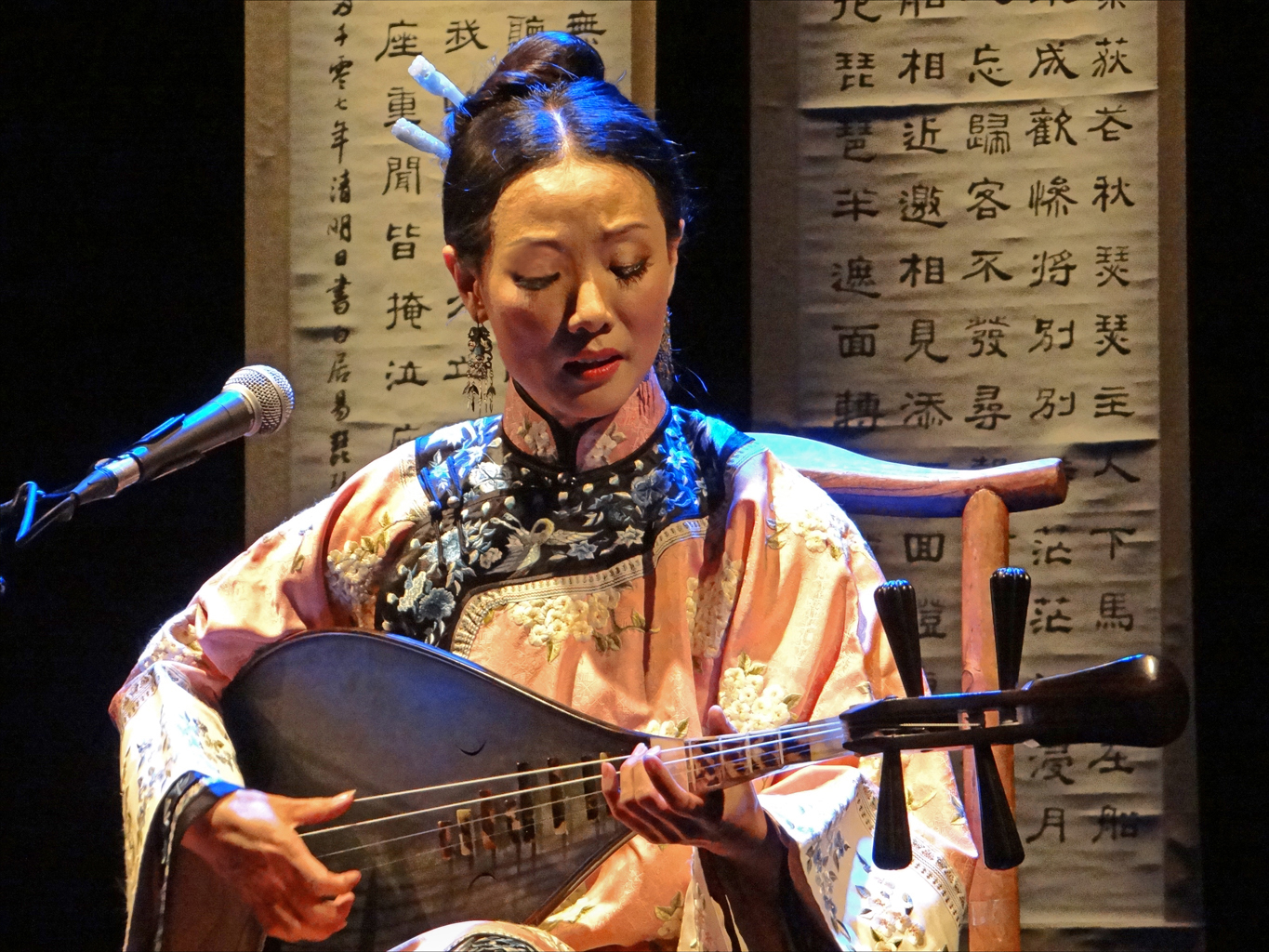
南管藝術家王心心彈奏南管琵琶

民國时期開始按照十二平均律增加相、品。目前的琵琶主要是6相24四品，全是半音排列，甚至發展出8相30品。
由於歷久遠，有較多古曲流傳，形成不同的表演流派。古曲按音樂類型可分為文曲、武曲，按樂曲型式可分為小曲、套曲、大曲，多為有標題的多段體，內容或寫景、敘事、寓意於景。

## 流派

### 南派
保持隋唐時期古典的形式以及演奏風格和曲目，橫抱用撥子彈，主要可見於南管、北管音樂，此外傳到日本的日本琵琶也主要是這一系。（指南管琵琶）
南派琵琶分爲幾個流派：

#### 無錫派
無錫派琵琶兼收南北兩派。清代華秋蘋（1784-1859）兄弟二人向南北兩派學習琵琶，北派琵琶以王君錫爲代表，南派琵琶以陳牧夫爲代表。編著了《南北二派秘本琵琶譜真傳》，又稱《華秋萍琵琶譜》或《華氏譜》，襲承北派王君錫和南派陳牧夫的傳譜，採用工尺譜，是中國最早發布印行的琵琶譜。對後世研究琵琶在清代中葉至民國的發展有着巨大貢獻，也影響了其他的流派。無錫派的主要傳人有徐悦莊，徐悦莊之學生有吳畹卿。吳畹卿的學生有鄒道平、樂述先、唐石琴、李軒臣、楊蔭瀏。其他傳人還有楊廷果。楊蔭瀏傳給曹安和。曹安和是無錫派最後一代傳人。無錫華彥鈞（阿炳）和以上傳人非師承關係，但有可能受到無錫派的影響。由於無錫派琵琶傳人不多，在楊蔭瀏及曹安和之後再無傳人，雖有人演奏無錫派的曲目，但是無錫派琵琶還是在無傳人的狀態下逐漸式微。無錫派琵琶主要曲目有〈海青拿鶴〉、〈十面埋伏、〈霸王卸甲〉、〈普庵咒〉、〈月兒高〉等。

#### 崇明派
崇明派琵琶以沈肇州爲代表。傳譜爲《瀛洲古調》。可以追溯到清代。清初琵琶分爲南北兩派。北派琵琶爲直隸派，技法主要使用上出輪。北派琵琶在通州地區聲名遠揚。而白在湄是當時通州北派琵琶的代表人物。崇明人賈公逵來到通州（現在的南通地區）拜白在湄爲師，學習琵琶。賈公逵在白在湄的指點下技藝突飛猛進。據《崇明乾隆縣誌》形容賈公逵的琵琶技術爲：「其音能肖百物，或為風雨聲，人皆思挾續；為眾樂聲，八音具奏；爲鏖戰，則甲馬奔馳，金鼓戈矛齊蔚震，聞者驚詫」。而在《崇明光緒縣誌》則記載：「其音……或金鼓齊鳴、甲馬奔馳、戈矛格磔爲鏖戰聲，聽者腭眙」。在崇明舊時的《崇明縣民國縣誌》（1929）上有記載：「宋珩，字楚玉，廩貢生，寄海門。通音律，善琵琶。初賈公逵得四弦指法於白在湄，傳李連城，珩從連城受轉關護索…」，證實了早期崇明派琵琶脫胎於白在湄的北派琵琶。清代道光咸豐年間的王東陽，繼承了崇明派古曲的基礎上，以節奏不同的變化上，譜成慢板22首，快板7首及文板5首。《瀛洲古調》，爲崇明派重要傳人沈肇州整理並傳譜，於1916年於江蘇省教育廳出版。裏面包涵四十五首曲子。有慢板22首，快板17首，文板5首，武板1首，爲十面埋伏。

#### 平湖派
清代的李芳園是平湖派琵琶的集大成者。平湖派琵琶和其他流派不同的是平湖派基本採用下出輪，而其他採用下出輪的流派主要祇有崇明派。

#### 浦東派
浦東派以清代的鞠士林為源頭，鞠茂堂、陳子敬、倪清泉、沈浩初、林石城等人傳承，有《鞠士林琵琶譜》、《陳子敬琵琶譜》、《養正軒琵琶譜》等傳譜。主張武套要氣勢宏偉，文套需表情細膩，大曲有剛有柔、文武套的手法並用。為現今少數演奏海青拿天鵝的流派。

#### 汪派（上海派）
汪派由汪昱庭所創，汪昱庭曾向平湖派的李芳園、殷紀平和浦東派的陳子敬等人學習，進而自成一格。第二代傳人為李廷松，第三代傳人李光祖，第四代傳人郝貽凡。代代相傳一把清代流傳下來的張伯年琵琶。《陽春白雪》為其代表曲目，也常演奏《塞上曲》、《青莲乐府》、《月儿高》、《平沙落雁》、《陈隋》、《将军令》、《普庵咒》、《霸王卸甲》等曲。

### 北派
直抱、指（指甲，多用假指甲）彈。
- 直隸派（現存于《南北二派秘本琵琶譜真傳》，王君錫傳譜）
- 諸城派（《玉鶴軒琵琶譜》王露（王心葵）編寫）
- 通州北派（以白在湄爲代表）

### 南管琵琶
南管琵琶保留唐代時的橫抱方式，但已不用撥子，而是用指彈。

## 形制結構

### 北琵琶
現時常見的琵琶，有4根弦，名稱為子弦、中弦、老弦、纏弦。空弦定音为A－D－E－A，琴頸、琴身上共有6個相、24個品，除了最高音的1個品之外，其餘相、品均按十二平均律的半音排列。

### 南管琵琶
南管音樂所使用的琵琶，形制仍保留唐代琵琶的樣貌，琴身較為寬闊，面板因要配合南管較為輕柔的演奏，在製作時略為下凹，降低共鳴的音量。

### 怒族琵琶
怒族琵琶為怒族傳統音樂會使用的撥弦樂器，當地稱之為「達比亞」，琴身有橢圓形或長梯形。

## 演奏指法
左手食指、中指、無名指及小指按弦，在一些近代作品中，在高音區域用大指按弦。向左或右推拉弦線以改變音高並製造滑音。並弦、絞弦等技法，發出特別效果。
大部份演奏者使用假指甲撥弦，一些對音色有特別要求的演奏者會使用真指甲撥弦。五個手指上皆以膠布固定假指甲在真指甲上。食指和大指以「滾指」能夠造成長音效果。而食指、中指、無名指、小指、大指五個手指「輪指」亦能夠造成長音效果。技法主要有彈、挑、摭、分、摘、滾、輪、掃、拂等指法，亦可以拍打琴身來得到敲擊樂的效果。

## 曲目

### 古曲
- 《敦煌琵琶譜》，於1900年左右在敦煌莫高窟藏經洞發現，經考為唐代樂譜。通常稱“敦煌樂譜”。
- 《鬱輪袍》，王維
- 文曲
  - 《塞上曲》
  - 《月兒高》
  - 《武林逸韻》
  - 《飛花點翠》
  - 《六么》
  - 《陳隋》
  - 《平沙落雁》
  - 《寒鴉戲水》
  - 《陳杏元和番》
  - 《高山流水》
  - 《普庵咒》
  - 《潯陽月夜》
  - 《漢宮秋月》
  - 《夕陽簫鼓》
  - 《蜀道行》
  - 《燈月交輝》
  - 《瀛州古調》
  - 《青蓮樂府》
  - 《春江花月夜》
- 武曲
  - 《十面埋伏》
  - 《霸王卸甲》
  - 《海青拿天鵝》（《海青拿鶴》）
  - 《水軍操演》
  - 《漢將軍令》
  - 《滿將軍令》
- 小調連奏
  - 《陽春白雪》

### 1920年代
- 《歌舞引》 1927年, 劉天華
- 《虛籟》 1929年, 劉天華

### 1950年代
- 《大浪淘沙》 1950年發表, 華彥鈞
- 《龍船》 1950年發表, 華彥鈞
- 《昭君出塞》 1950年發表, 華彥鈞
- 《歡樂的日子》 1958年, 馬聖龍

### 1960年代
- 《趕花會》 1960年, 葉緒然
- 《天山之春》1961年,烏斯滿江、俞禮純作曲，王範地改編
- 《彝族舞曲》 1965年,芧源、劉鐵山作曲，王惠然改編

### 1970年代
- 《草原小姐妹琵琶協奏曲》 1973年, 劉德海、吳祖強、王燕樵
- 《花木蘭琵琶協奏曲》 1979年, 顧冠仁
- 《火把節之夜》 1979年, 吳俊生

### 1980年代
- 《祝福琵琶協奏曲》 1980年, 趙季平
- 《新翻羽調綠腰》 1982年, 楊潔明
- 《九連鈺》«Nine Jade Chains»  1983年, 楊靜
- 《品訴》   «Disclosure» 1984年,  楊靜
- 《人生篇‧天鵝》 1984年, 劉德海
- 《人生篇‧老童》 1984年, 劉德海
- 《人生篇‧春蠶》 1984年, 劉德海
- 《人生篇‧童年 (樂曲)》 1985年, 劉德海
- 《人生篇‧秦俑 (樂曲)》 1985年, 劉德海
- 《琵琶協奏曲》 1986年, 羅永暉
- 《功夫 (樂曲)》 1987年, 林樂培
- 《怒琵琶協奏曲》, 盧亮輝

### 1990年代
- 《天靈靈敘事曲》（雙琵琶敘事曲） 1990年, 羅永暉
- 《太行歡歌》（琵琶重奏曲） 1993年, 吳俊生
- 《龜茲舞曲》 «Dance along the old Silk-road» 1993年 楊靜
- 《春秋琵琶協奏曲》 1994年, 唐建平
- 《潑墨仙人》 1996年, 羅永暉
- 《琵琶協奏曲》 1997年, 三木稔
- 《千章掃》 1997年, 羅永暉
- 《曙光 (樂曲)》 1997年, 林樂培

### 2000年代
- 《楚漢協奏曲》 2001年, 賴德和
- 《昭陵六駿》 2001年, 劉德海
- 《楊家將協奏曲》 2003年, 鍾耀光
- 《千秋頌隨想曲》 , 楊春林
- 《月兒高幻想曲》, 黃曉飛
- 《昭君別情》, 黃曉飛
- 《龍鳳圖騰》, 賈群達
- 《間歇泉》«Geyser», 2000年，楊靜
- 《夢斷敦煌》«Severed Dream of Dunhuang», 2001年，楊靜
- 《愛怨》«Aien»（歌劇）2006年，三木稔

### 2010年代
- 《漢字》 2013年, 張一兵
- 《晚秋》 2014年, 李博禪
- 《大正紅居酒屋》 2018年, 刁鵬